# 池谷薫 (映画監督)
池谷 薫（いけや かおる、1958年 - ）は日本の映画監督、ドキュメンタリー作家。甲南女子大学文学部メディア表現学科教授。

## 経歴
1958年、東京生まれ。同志社大学文学部美学及芸術学専攻卒業後、12本の『NHKスペシャル』を含む数多くのテレビ・ドキュメンタリーを演出する。
初の劇場公開作品となった映画『延安の娘』(2002年）は、文化大革命に翻弄された父娘の再会を描き、ベルリン国際映画祭など世界30数か国で絶賛され、カルロヴィ・ヴァリ国際映画祭最優秀ドキュメンタリー映画賞、ワン・ワールド国際人権映画祭ヴァーツラフ・ハベル特別賞ほか多数受賞。2作目の『蟻の兵隊』(2005年）は中国残留日本兵の悲劇を描き、記録的なロングランヒットとなった。
3作目の『先祖になる』(2012年）は、東日本大震災で息子を失った木こりの老人がたぐいまれな人間力で自宅を再建するまでを追い、ベルリン国際映画祭エキュメニカル賞特別賞、香港国際映画祭ファイアーバード賞（グランプリ）、文化庁映画賞大賞、日本カトリック映画賞を受賞。4作目の『ルンタ』(2015年）では非暴力の闘いに込められたチベット人の心を描いた。
2008年から2013年まで立教大学現代心理学部映像身体学科の特任教授を務め、卒業制作としてプロデュースした『ちづる』（2011年・赤崎正和監督）は全国規模の劇場公開を果たした。2017年9月、甲南女子大学文学部メディア表現学科教授に就任。同年、神戸の元町映画館を拠点に「池谷薫ドキュメンタリー塾」を開講。塾生の中から映画制作を志す者が多数現れたのを受けて2018年2月、映像制作集団「元町プロダクション」を結成。「人間を撮る　自分を見つめる」をモットーに神戸から新しい映像文化の発信を目指す。
2017年4月、兵庫県立美術館で映画4作品を集めた特集上映が開催され、2日間で1,000人の観客を動員。2018年12月には世界人権宣言70周年を記念して神戸・元町映画館、大阪・シネ・ヌーヴォと2週にわたって「池谷薫監督特集」を開催。

## 映画監督作品
- 延安の娘（2002年）
  - ベルリン国際映画祭正式招待作品
  - カルロヴィ・ヴァリ国際映画祭 最優秀ドキュメンタリー映画賞
  - シカゴ国際映画祭 シルバーヒューゴ賞
  - ペンシルベニア映画祭グランプリ
  - ワンワールド国際人権映画祭 ヴァーツラフ・ハベル特別賞ほか多数受賞
- 蟻の兵隊（2006年）
  - 香港国際映画祭人道に関する優秀映画賞
  - フルフレーム映画祭 PDS製作者連盟賞
  - 平和・協同ジャーナリスト基金賞奨励賞
  - 日本映画復興賞
- 先祖になる（2013年）
  - ベルリン国際映画祭 エキュメニカル賞特別賞
  - 香港国際映画祭ファイアーバード賞(グランプリ）
  - 文化庁映画賞（文化記録映画部門）大賞
  - 日本カトリック映画賞
- ルンタ（2015年）
  - ダラムサラ国際映画祭正式招待作品

## テレビ演出作品
- 『再会』（NHKスペシャル）
- 『中国・巨大市場へのうねり』（NHKスペシャル「世紀を越えて」）
- 『浪花節と日本人』（ETV特集）
- 『神々への回帰』（NHKスペシャル「21世紀への奔流」）
- 『福建発ニューヨーク行き』（NHIKスペシャル「12億人の改革開放」）
- 『広州青春グラフィティ』（NHKスペシャル「12億人の改革開放」）
- 『黄土の民はいま』（NHKスペシャル）
  - モンテカルロ国際テレビ祭 ゴールデン・ニンフ賞
  - アジア国際映像祭 最優秀ドキュメンタリー賞
  - ギャラクシー賞
- 『西方に黄金夢あり』（NHKスペシャル）
  - ギャラクシー賞
- 『客家円楼』（NHKスペシャル）
- 『灼熱の海にクジラを追う』（NHKスペシャル「人間は何を食べてきたか」）
  - ギャラクシー賞
- 『インパール巡礼』（TBS報道特集）
- 『独生子女（ひとりっこ）』（NHKスペシャル）
- 『チャイナタウン』（NHKスペシャル）
- 『告白 迷路者』（NHKスペシャル）
- 『ダライ・ラマは語る 亡命チベットの30年』（TBS報道特集）

ほか多数。

## 著書
- 『蟻の兵隊 日本兵2600人 山西省残留の真相』（新潮社、2007年、新潮文庫、2010年）
- 『人間を撮る ドキュメンタリーがうまれる瞬間』（平凡社、2008年）日本エッセイスト・クラブ賞受賞